# Манвольса
«Манвольса» (кор. 망월사역) — наземная станция Сеульского метро на Первой линии; это одна из двадцати станций на территории Ыйджонбу (пять на Первой линии). Она представлена двумя боковыми платформами. Имеет три выхода. Станция обслуживается корпорацией железных дорог Кореи (Korail). Расположена в квартале Ховон-2-дон (адресː 50-5 Howon 2-dong, 221 Pyeonghwaro) в городе Ыйджонбу (провинция Кёнгидо, Республика Корея). На станции установлены платформенные раздвижные двери.
Пассажиропоток — 17 318 чел/день (на 2012 год).
Станция для пригородного сообщения была открыта 21 июня 1966 года. Первая линия Сеульского метрополитена 2 сентября 1986 года была продлена на 7,9 км — участок Чандон—Хверён и открыто 5 станций (Хверён, Манвольса, Тобонсан, Тобон, Панхак).